# فرودگاه لاورتن
فرودگاه لاورتن (به انگلیسی: Laverton Airport) یک فرودگاه همگانی با کد یاتا LVO است که یک باند فرود آسفالت دارد و طول باند آن ۱۸۰۰ متر است. این فرودگاه در شهر لاورتون کشور استرالیا قرار دارد و در ارتفاع ۴۶۶ متری از سطح دریا واقع شده‌است.

## شرکت‌های هواپیمایی و مقصدهای پروازی
| شرکت‌های هواپیمایی | مقصدهای پروازی |
| ----------------- | -------------- |
| اسکیپرس اوییشن    | لئونورا، پرث   |